# Франсержіо
Франсержіо (порт. Fransérgio Rodrigues Barbosa, нар. 18 листопада 1990, Рондонполіс) — бразильський футболіст, півзахисник французького клубу «Бордо».

## Ігрова кар'єра
Народився 18 листопада 1990 року в місті Рондонполіс. Вихованець «Атлетіку Паранаенсе», за який у дорослому футболі дебютував 2009 року, проте основним гравцем не був, тому здавався в оренду в клуб Серії В «Парана». 
На початку 2012 року став гравцем «Інтернасьйонала», але і тут закріпитись не зумів, зігравши за клуб лише два матчі в Лізі Гаушу. Через це на правах оренди грав у Серії В за клуби «Крісіума», «Сеара» та «Гуаратінгета».
Своєю грою за останню команду привернув увагу представників тренерського штабу португальського клубу «Марітіму», до складу якого приєднався на початку 2014 року. Відіграв за клуб Фуншала наступні три з половиною сезони своєї ігрової кар'єри. Більшість часу, проведеного у складі «Марітіму», був основним гравцем команди.
До складу клубу «Брага» приєднався влітку 2017 року. Станом на 12 лютого 2018 року відіграв за клуб з Браги 12 матчів в національному чемпіонаті.

## Статистика виступів

### Статистика клубних виступів
| Сезон                           | Команда                         | Чемпіонат                       | Чемпіонат | Чемпіонат | Національний кубок | Національний кубок | Національний кубок | Континентальні кубки | Континентальні кубки | Континентальні кубки | Інші змагання | Інші змагання | Інші змагання | Усього | Усього |
| Сезон                           | Команда                         | Ліга                            | Ігор      | Голів     | Ліга               | Ігор               | Голів              | Ліга                 | Ігор                 | Голів                | Ліга          | Ігор          | Голів         | Ігор   | Голів  |
| ------------------------------- | ------------------------------- | ------------------------------- | --------- | --------- | ------------------ | ------------------ | ------------------ | -------------------- | -------------------- | -------------------- | ------------- | ------------- | ------------- | ------ | ------ |
| 2009                            | «Атлетіку Паранаенсе»           | A+ЛП                            | 10+0      | 0         | КБ                 | 1                  | 0                  | ПАК                  | 1                    | 0                    |               | -             | -             | 12     | 0      |
| 2010                            | «Атлетіку Паранаенсе»           | A+ЛП                            | 4+0       | 0         | КБ                 | 1                  | 0                  |                      | -                    | -                    |               | -             | -             | 5      | 0      |
| 2011                            | «Парана»                        | B+ЛП                            | 3+0       | 0         | КБ                 | 0                  | 0                  |                      | -                    | -                    |               | -             | -             | 0      | 0      |
| 2011                            | «Атлетіку Паранаенсе»           | A+ЛП                            | 9+10      | 1+0       | КБ                 | 1                  | 0                  | ПАК                  | 2                    | 0                    |               | -             | -             | 22     | 1      |
| Усього за «Атлетіку Паранаенсе» | Усього за «Атлетіку Паранаенсе» | Усього за «Атлетіку Паранаенсе» | 33        | 1         |                    | 3                  | 0                  |                      | 3                    | 0                    |               | -             | -             | 39     | 1      |
| 2012                            | «Інтернасьйонал»                | A+ЛГ                            | 0+2       | 0         | КБ                 | 0                  | 0                  | КЛ                   | 0                    | 0                    |               | -             | -             | 2      | 0      |
| 2012                            | «Крісіума»                      | B+ЛК                            | 30+0      | 2+0       | КБ                 | 0                  | 0                  |                      | -                    | -                    |               | -             | -             | 30     | 2      |
| 2013                            | «Сеара»                         | B+ЛС                            | 2+0       | 0         | КБ                 | 0                  | 0                  |                      | -                    | -                    |               | -             | -             | 2      | 0      |
| 2013                            | «Гуаратінгета»                  | B+ЛП                            | 15+0      | 1+0       | КБ                 | 0                  | 0                  |                      | -                    | -                    |               | -             | -             | 15     | 1      |
| 2013–14                         | «Марітіму»                      | ПЛ                              | 7         | 1         | КП+КЛ              | 0                  | 0                  |                      | -                    | -                    |               | -             | -             | 7      | 1      |
| 2014–15                         | «Марітіму»                      | ПЛ                              | 28        | 4         | КП+КЛ              | 3+4                | 0                  |                      | -                    | -                    |               | -             | -             | 35     | 4      |
| 2015–16                         | «Марітіму»                      | ПЛ                              | 31        | 5         | КП+КЛ              | 1+6                | 0+3                |                      | -                    | -                    |               | -             | -             | 38     | 8      |
| 2016–17                         | «Марітіму»                      | ПЛ                              | 30        | 4         | КП+КЛ              | 1+4                | 0                  |                      | -                    | -                    |               | -             | -             | 35     | 4      |
| Усього за «Марітіму»            | Усього за «Марітіму»            | Усього за «Марітіму»            | 96        | 14        |                    | 19                 | 3                  |                      | -                    | -                    |               | -             | -             | 115    | 17     |
| Усього за кар'єру               | Усього за кар'єру               | Усього за кар'єру               | 181       | 18        |                    | 22                 | 3                  |                      | 3                    | 0                    |               | -             | -             | 206    | 21     |

## Титули і досягнення
- Володар Кубка португальської ліги (1):

«Брага»: 2019-20
- Володар Кубка Португалії (1):

«Брага»: 2020-21